# Skyscraper (album)
Albums de David Lee Roth
Eat 'Em and Smile
(1986) A Little Ain't Enough
(1991)
Singles
1. Just Like Paradise
Sortie : 30 décembre 1987
2. Stand Up
Sortie : 1988
3. Damn Good
Sortie : 1988

Skyscraper est le deuxième album solo du chanteur américain de rock, David Lee Roth. Il parut le 26 janvier 1988 sur le label Warner Bros. Records et fut produit par David Lee Roth et Steve Vai.

## Historique
Cet album fut enregistré à la fin du Eat 'Em Smile Tour entre le printemps et l'automne 1987. L'enregistrement se déroula à Los Angeles dans les studios Power Station, Lion Share et Amigo (pour quelques retouches). Le son de l'album est moins "hard rock" que son prédécesseur et dominé par les claviers de Brett Tuggle, qui composa aussi avec Roth trois chansons sur cet album.
Il se classa à la 6e place du Billboard 200 aux États-Unis où il sera certifié disque de platine deux mois après sa sortie. Le single "Just Like Paradise" se classa à la 6e place du Hot 100.
Le bassiste Billy Sheehan quittera le groupe avant la tournée pour fonder Mr. Big, Steve Vai s'en ira rejoindre Whitesnake à la fin de la tournée.

## Liste des titres
- Tous les titres sont signés par David Lee Roth et Steve Vai sauf indications.

1. Knucklebones (Roth, Matt Bisonnette, Gregg Bissonette) - 3:18
2. Just Like Paradise (Roth, Brett Tuggle) - 4:03
3. The Bottom Line - 3:37
4. Skyscraper - 3:38
5. Damn Good - 5:49
6. Hot Dog and a Shake - 3:19
7. Stand Up (Roth, Tuggle) - 4:39
8. Hina - 4:40
9. Perfect Time (Roth, Tuggle) - 3:41
10. Two Fools a Minute - 4:28

## Musiciens
The Band
- David Lee Roth: chant
- Steve Vai: guitares
- Billy Sheehan: basse, basse fretless, chœurs
- Gregg Bissonette: batterie, percussions, chœurs

Musiciens additionnels
- Joe Pizzulo, , Gary Falcone, Tom Kelly, Tom Funderburk, John Batdorf, Magic Moreno: chœurs
- Brett Tuggle: programmation, chœurs
- Todd Grace: programmation claviers
- Richie Raposa: programmation claviers
- Dr Funk, PhD: synthétiseur basse sur Perfect Timming

## Charts et certifications

### Album
Charts album
| Pays             | Durée du classement | Meilleur classement | Date             |
| ---------------- | ------------------- | ------------------- | ---------------- |
| Allemagne        | 9 semaines          | 28e                 | 15 février 1988  |
| Australie        | 1 semaine           | 35e                 | 13 novembre 1988 |
| Canada           | 20 semaines         | 6e                  | 12 mars 1988     |
| États-Unis       | 27 semaines         | 6e                  | 27 février 1988  |
| Nouvelle-Zélande | 10 semaines         | 12e                 | 6 mars 1988      |
| Pays-Bas         | 7 semaines          | 39e                 | 13 février 1988  |
| Royaume-Uni      | 12 semaines         | 11e                 | 6 février 1988   |
| Suède            | 4 semaines          | 13e                 | 3 février 1988   |
| Suisse           | 8 semaines          | 13e                 | 21 février 1988  |

Certifications
| Pays        | Certification | Ventes      | Date         |
| ----------- | ------------- | ----------- | ------------ |
| États-Unis  | Platine       | 1 000 000 + | 29 mars 1988 |
| Royaume-Uni | Argent        | 60 000 +    | 11 mars 1988 |

### Singles
| Single             | Chart                  | Durée du classement | Position | Date            |
| ------------------ | ---------------------- | ------------------- | -------- | --------------- |
| Just Like Paradise | Hot 100                | 16 semaines         | 6e       | 12 mars 1988    |
| Just Like Paradise | Mainstream Rock Tracks | 10 semaines         | 1er      | 23 janvier 1988 |
| Just Like Paradise | RPM Top Singles        | 20 semaines         | 8e       | 26 mars 1988    |
| Just Like Paradise | RMNZ Singles Top40     | 8 semaines          | 13e      | 27 mars 1988    |
| Just Like Paradise | Mega Top 50            | 5 semaines          | 77e      | 20 février 1988 |
| Stand Up           | Hot 100                | 8 semaines          | 64e      | 14 mai 1988     |
| Stand Up           | Mainstream Rock Tracks | 16 semaines         | 5e       | 30 avril 1988   |
| Knucklebones       | Mainstream Rock Tracks | 7 semaines          | 45e      | 19 mars 1988    |
| Damn Good          | Mainstream Rock Tracks | 12 semaines         | 2e       | 2 avril 1988    |